# Èreb
Segons la mitologia grega, Èreb (en grec antic: Ἔρεβος 'foscor', 'ombra') va ser una divinitat primordial, sorgida directament del Caos. Formava part de l'Hades (en grec antic: Αδης o Αἵδης, 'invisible'), que era el nom del món dels morts i alhora el del déu d'aquest món subterrani.
Representa la part fosca del món, que es troba sota terra. Èreb es va unir a la seva germana Nix (la nit) i va engendrar l'Èter (el cel superior) i Hèmera (el dia). Alguns autors els fan pares de Caront, de Moros i de les Cers. Com a regió subterrània, el seu nom s'emprava sovint de manera intercanviable amb la d'Hades per designar l'infern.